# دنیس دوبه
دنیس دوبه (انگلیسی: Dennis Daube؛ زادهٔ ۱۱ ژوئیهٔ ۱۹۸۹) بازیکن فوتبال اهل آلمان است.
از باشگاه‌هایی که در آن بازی کرده‌است می‌توان به باشگاه فوتبال سن پائولی و باشگاه فوتبال یونیون برلین اشاره کرد.